# Camp de concentration d'Albatera
Le camp de concentration d'Albatera (province d'Alicante) est un camp de concentration franquiste actif entre 1937 et 1939 au cours de la Guerre d'Espagne. Il était situé sur un terrain qui fait aujourd'hui partie de la commune de San Isidro, au sud de la province d'Alicante et avait la réputation d'être l'un des camps de concentration les plus durs de l'Espagne franquiste. Il fut créé sur l'emplacement d'un camp de travail de la Seconde République espagnole.

## Le camp de travail de la République
Ce camp de travail a été construit pour y interner les contestataires du régime républicain de la Seconde République espagnole. Il fut inauguré le 24 octobre 1937 par le ministre de la justice, Manuel de Irujo, en pleine Guerre d'Espagne. Sa capacité était de deux mille personnes environ. Les prisonniers y étaient essentiellement affectés à des travaux agricoles.

## Lecamp de concentration franquiste
Ce camp fut officiellement créé le 11 avril 1939 d'après une note de l'état-major de Franco.
À la fin de la guerre civile, plusieurs milliers de prisonniers arrivèrent au camp après être passés par un camp dénommé "Camp des Amandiers" (Campo de Los Almendros). Il s'agissait pour la plupart de personnes venues en masse à Alicante dans l'espoir de s'embarquer à bord de cargos britanniques pour fuir la répression franquiste : après le départ du Stanbrook qui prit 3 000 personnes à son bord, au moins 14 000 personnes se retrouvèrent bloquées dans le port. Elles furent conduites au camp par convois ferroviaires ou par camions après un long et pénible voyage. Le nombre total de prisonniers détenus à Albatera se situe entre 20 et 30 000.
Les conditions de vie étaient extrêmement dures. La seule nourriture que recevaient les prisonniers était un repas à base de pain et de sardines, puis lorsque les sardines vinrent à manquer, une assiette de lentilles. Ils souffraient de surcroît énormément de la soif à cause du manque d'eau et de l'extrême chaleur ambiante. La répression et les conditions de détention étaient très difficiles. La torture, les humiliations et les vexations étaient fréquentes. De nombreux prisonniers furent fusillés. Chaque prisonnier était numéroté et lorsqu'un prisonnier s'évadait, le numéro précédent et le suivant étaient fusillés. La terreur ainsi exercée permettait aux autorités de disposer d'un réseau de surveillance constitué des prisonniers eux-mêmes.
Outre ces assassinats, il était fréquent que des groupes de phalangistes viennent de toute l'Espagne afin d'identifier des prisonniers connus d'eux. Une fois ceux-ci identifiés, ils les embarquaient et les fusillaient à la sortie du camp.

## Organisation des prisonniers et évasions
Les prisonniers se sont organisés autour des partis politiques et des syndicats auxquels ils appartenaient (Parti communiste espagnol, Confédération nationale du travail, etc.). Certaines de ces organisations créèrent des groupes internes dont le but était de faciliter et de couvrir la fuite de leurs camarades.
La majorité des évasions se produisit lorsque les prisonniers étaient envoyés en ville avec ordre de se présenter au juge ou au maire de la ville. Évidemment, bon nombre d'entre eux ne se présentaient pas sur les lieux.

## Fermeture du camp
Le camp ferma ses portes en octobre 1939, peu de temps après le début de la Seconde Guerre mondiale. La majorité des prisonniers furent transférés dans des centres pénitentiaires, des bataillons de travail, des centres de travaux forcés ou furent fusillés à l'issue d'un conseil de guerre sommaire.
Ce camp, qui ne fonctionna que six mois à peine, marqua ses prisonniers à jamais par la dureté des conditions de détention. 

## Journées du souvenir du camp de concentration d'Albatera
Depuis 2008 se tient tous les ans à San Isidro une journée de la commémoration du camp de concentration d'Albatera. Le but de cette journée est, selon les organisateurs, de créer un espace et un temps de réflexion et de mémoire autour des souvenirs de ce que fut le camp, en tant que maillon du système de répression franquiste.

### Irejournée (2008)
Le 26 avril 2008 s'est tenue la "Ire journée de rencontre et du souvenir du camp de concentration d'Albatera". Ce fut l'occasion d'organiser deux tables rondes, l'une à caractère historique et l'autre sur des témoignages. À la première table ronde intervinrent Enrique Cerdán Tato, Esther López, Amparo Pérez et Vicente Marco. À la deuxième intervinrent Diego Morales, Zeika Viñuales, Isidro Benet et Ángel Rubio.
Une visite du site fut organisée au cours de laquelle fut lu un manifeste en souvenir de ceux qui périrent dans ce camp et une gerbe fut déposée au pied du monument élevé par la Confédération nationale du travail (CNT) - Fédération anarchiste ibérique (FAI).
Pour terminer, un concert fut donné en hommage aux victimes.

### IIejournée (2009)
Le 14 mars 2009 eu lieu la "2e journée du souvenir". Elle fut l'occasion de deux tables rondes, l'une ayant comme thème l'exposition de témoignages sur le camp d'Albatera dans la littérature (avec l'intervention de Enrique Cerdán Tato, Marcos Ana et Christine Diger) et l'autre sur la littérature concentrationnaire (avec l'intervention du professeur David Serrano et de l'écrivain Isabel María Abellán).
À cette occasion fut présenté le livre El último frente de Julio Aróstegui et Jorge Marco. Le documentaire La isla de Chelo d'Odette Martínez Maler, Ismaël Cobo et Laëtitia Puertas fut aussi projeté.
Un hommage fut aussi rendu aux victimes de la répression franquiste, au travers d'un salon du Livre et de la Mémoire ainsi que d'un concert de Juan F. Navarro, La Malabanda et Molly's Chamber.

### IIIejournée (2010)
Le 13 mars 2010 a eu lieu la "3e journée du souvenir" en mémoire des prisonniers du camp de concentration d'Albatera.

## Personnalités internées dans le camp de concentration
- Rafael Henche de la Plata (1886-1961) : maire de Madrid
- Juan Ibarrola (1900-1976) : militaire et colonel de l'Armée de la République
- Heriberto Quiñones (1907-1942) : homme politique
- Eduardo de Guzmán (1908-1991), journaliste et écrivain
- Jorge Sepúlveda (1917-1983) : chanteur
- Marcos Ana (1920-2016) : poète